# Omicron (película)
Omicron es una película italiana de 1963 dirigida por Ugo Gregoretti, parodia de la sociedad capitalista.

## Sinopsis
En las cercanías del Po es encontrado el cuerpo del obrero Trabucco, que todos piensan muerto. Pero en realidad, el cuerpo ha sido ocupado por un extraterrestre proveniente del planeta Ultra, cuyos habitantes planean apoderarse de la tierra. A punto de ser sometido a una autopsia, Trabucco-Omicrón lográ poner en funcionamiento el cuerpo que lo contiene. Poco a poco, por imitación, Omicrón simula el funcionamiento de un humano. Dotado de extaordinarias nuevas capacidades mecánicas Trabucco es reintegrado en la fábrica en  la que trabajaba. Descubre ocasionalmente el lugar donde se reúnen obreros subversivos a quienes denuncia inadvertidamente. Cuando comienza a recobrar su conciencia, Omicron quiere regresar a su planeta.
- Datos: Q3882225